# 大理龙胆
大理龙胆（学名：Gentiana taliensis）是龙胆科龙胆属的植物，为中国的特有植物。分布于中国大陆的云南等地，生长于海拔1,900米至2,700米的地区，常生长在山坡草地，目前尚未由人工引种栽培。